# LOVE DIVE
『LOVE DIVE』（ラブ・ダイブ、朝: 러브 다이브）は、韓国の6人組女性アイドルグループ・IVEの楽曲。2枚目のシングルアルバムとして、2022年4月5日にKakao Entertainment・STARSHIPエンターテインメントからリリースされた。

## 概要
『ELEVEN』以来4ヶ月ぶりのシングルアルバムのリリースである。収録曲はタイトル曲である『LOVE DIVE』と、ガウルとレイがラップメイキングに参加した『ROYAL』の2曲で構成されている。
アルバムの発売形態はフォトブック版とジュエルケース版の大きく2種に分かれており、その中でもまた同梱物の種類などが異なってくる。詳しくは#アルバムを参照。
YouTubeにアップロードされているミュージック・ビデオの再生回数は1億回を突破しており、TikTokでは「LOVE DIVEチャレンジ」がスタートされ、TikTokのグローバル人気検索語に関連するワードがランクインされたり、「#LOVEDIVE」というハッシュタグが入った動画の再生回数が1週間で2億回再生されるなど国内外で人気を博している。
チャートでは韓国の主要チャートはもちろんのこと、QQ MUSICやLINE MUSICなどと言ったチャートでも好成績を残している。特にCIRCLEチャート (旧:ガオンチャート) では4月にアルバムチャートで1位、6月にデジタルチャート1位を獲得しており、ガールズグループでは少女時代のI GOT A BOY以来約9年ぶりに音源音盤共に1位を獲得した。

## リリースまでの背景

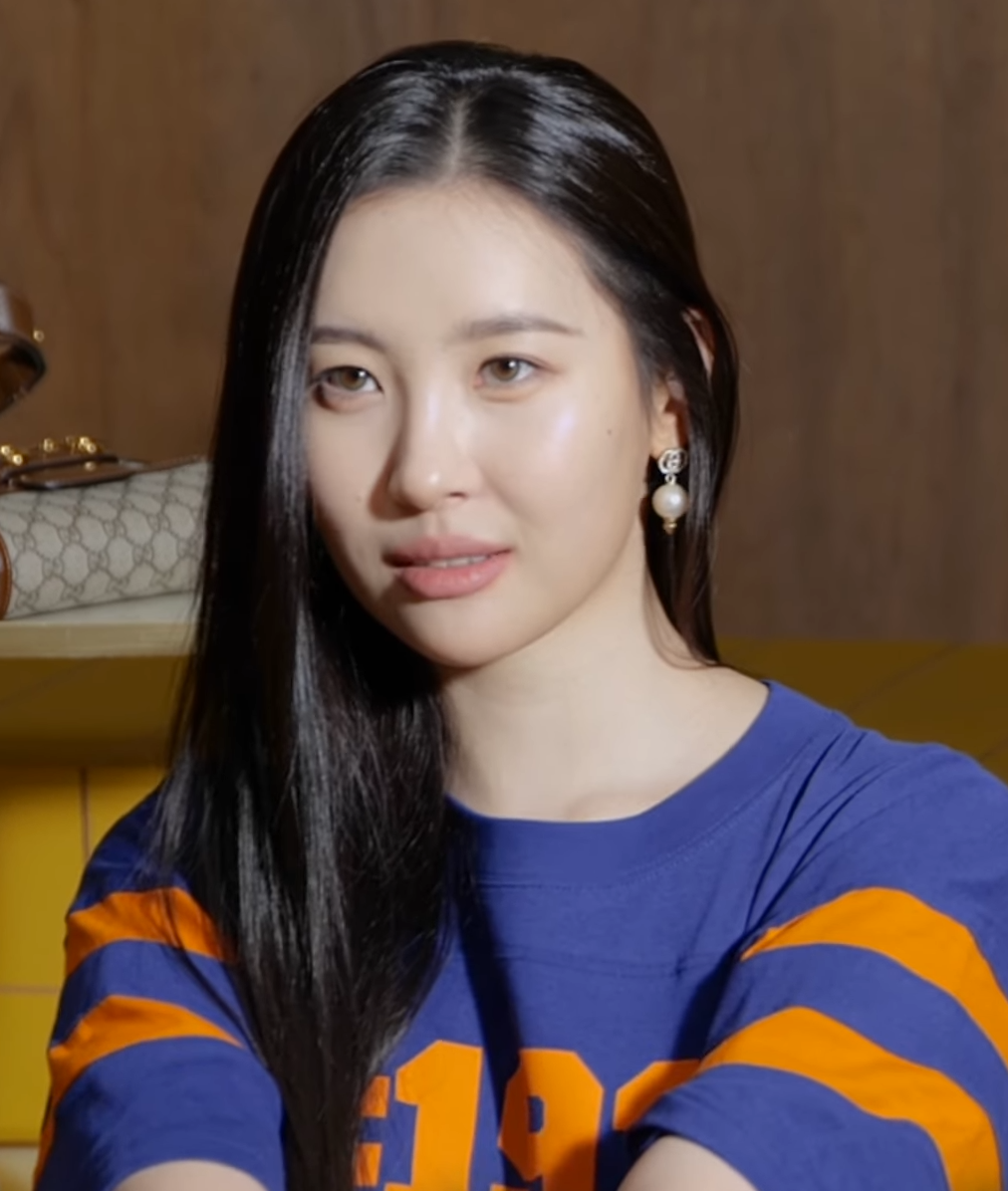
2021年のソンミ。デモテープの返却後にHeart Burnという楽曲を受け取り、カムバックをした。

本楽曲は元々ソンミがデモテープとして受け取ったことを、ソンミ自身が2022年7月6日に出演したラジオにて明かした。この楽曲に対し「自分のスタイルに合っていて悩んだものの、ソロで歌うよりもグループで歌った方が似合うと思い返却した」とコメントしている。
3月14日、カミングスーンイメージを皮切りに、4月5日のリリース日までにコンセプトフォトや、ミュージック・ビデオのティザーなどといったコンテンツを公開した。
4月5日、ソウルにあるブルースクエアマスターカードホールにて発売記念ショーケースを開催し、LOVE DIVEと収録曲のROYALを初披露した。

## 収録曲
| #         | タイトル      | 作詞                      | 作曲                                                        | 編曲                        | 時間 |
| --------- | ------------- | ------------------------- | ----------------------------------------------------------- | --------------------------- | ---- |
| 1.        | 「LOVE DIVE」 | ソ・ジウム                | SOPHIA BRENNAN / ELLE CAMPBELL / NICK HAHN                  | NICK HAHN                   | 2:57 |
| 2.        | 「ROYAL」     | イ・スラン / RICK BRIDGES | JAMIE PARKER / WILLIE WEEKS / PAULINA CERRILLA / KYLER NIKO | JAMIE PARKER / WILLIE WEEKS | 3:26 |
| 合計時間: | 合計時間:     | 合計時間:                 | 合計時間:                                                   | 合計時間:                   | 6:23 |

## 楽曲
「愛する勇気があればいつでも飛び込んでみよう」というメッセージが込められた、パーカッションサウンドを軸にしたダークモダンポップジャンルの楽曲である。この楽曲に対し、IVEのリーダーであるアン・ユジンは「『DIVE』はファンの名称でもあるので、『DIVE、愛してる』という意味も盛り込まれています」とコメントしている。楽曲のテンポは毎分118ビートで、キーはC# Minorで構成されている。
作詞は、EXOの『Growl』やRed Velvetの『Dumb Dumb』等を手掛けたソ・ジウムが前作の『ELEVEN』に引き続き担当し、作曲は外国の作曲家であるソフィア・ブレナン、エル・キャンベル、ニック・ハンが担当している。
ミュージック・ビデオはTHE BOYZを手掛けたHAUS OF TEAMが制作を担当しており、キューピットの扮した6人の姿や、羽の生えた乗り物に乗る姿等が特徴的である。本映像は公開1週間後には5000万回再生、72日後には1億回再生され、いずれも自身最短記録を更新した。

## アルバム
アルバムの形態はブックレット版とジュエルケース版の大きく2種に分かれており、ブックレット版ではコンセプト別3種、ジュエルケース版ではメンバー別6種の計9種類となっている。ブックレット版には96Pフォトブック(ヴァージョン別)、CD(ヴァージョン別)、フォトカード(18種のうちランダム1種)、ハートホログラムカード(6種のうちランダム1種)、初回限定の特典としてステッカー(6種のうちランダム1種/ヴァージョン共通)が同梱されている。ジュエルケース版は完全数量限定で販売され、フォトブック(6種中ランダムで1冊)、フォトカード(6種中ランダムで1枚)、2カットフォト(6種中ランダムで1枚)、ミニ折込ポスター(6種中ランダムで1枚)が同梱されている。
アルバムには3種のコンセプトフォトが存在し、1つ目は 様々なアクセサリーでポイントを加えた個性溢れる制服姿と頭にのせた王冠が特徴的なコンセプトで、2つ目は愛の神・キューピッドを彷彿とさせるコンセプトで、3つ目は 春の暖かさが感じられる雰囲気があるコンセプトである。特に2つ目のコンセプトには「ロングリストアーティスト」「ワールドイラストアワード2020」「アメリカンイラスト38選定オンライン優勝者2019」で受賞した経歴を持つイラストレーターのDamien Jeonが制作に参加している。
アルバムのパッケージデザインは「K-POP Rader」が主催し、評論家のキム・ユンハや2023光州デザインビエンナーレの総監督であるナ・ゴン、月刊デザインの編集者のチェ・ミョンファンらによって選定された「今年のアルバムデザイン10選」にランクインし、「果敢なタイポグラフィとカラープレイが印象的なアルバム」と評価を受けた。

## ライブ・パフォーマンス
本楽曲は音楽番組以外にも2022 K-POP FLEX in フランクフルトやめざましライブ、世宗特別自治市発足10周年記念公演などといった様々な場面で歌われている。振付はテヨンの『Weekend』やKep1erの『UP!』などの振付を担当したFreeMindと、Jessiの『ZOOM』やTWICEの『Perfect World』などの振付を担当したLACHICAによる2つの振付案を混ぜ合わせた振付になっており、ミラーダンスやダイビングダンスといったキャッチーな振付が特徴的である。

### 音楽番組活動
| 日時          | 放送局      | 番組名               |
| ------------- | ----------- | -------------------- |
| 2022年4月7日  | Mnet        | M COUNTDOWN          |
| 2022年4月8日  | KBS 2TV     | ミュージック・バンク |
| 2022年4月9日  | MBC         | ショー! 音楽の中心   |
| 2022年4月10日 | SBS         | 人気歌謡             |
| 2022年4月12日 | SBS MTV     | THE SHOW             |
| 2022年4月13日 | MBC every 1 | SHOW CHAMPION        |
| 2022年4月14日 | Mnet        | M COUNTDOWN          |
| 2022年4月15日 | KBS 2TV     | ミュージック・バンク |
| 2022年4月17日 | SBS         | 人気歌謡             |
| 2022年4月19日 | SBS MTV     | THE SHOW             |
| 2022年4月20日 | MBC every 1 | SHOW CHAMPION        |
| 2022年4月21日 | Mnet        | M COUNTDOWN          |
| 2022年4月22日 | KBS 2TV     | ミュージック・バンク |
| 2022年4月23日 | MBC         | ショー! 音楽の中心   |
| 2022年4月24日 | SBS         | 人気歌謡             |
| 2022年4月30日 | MBC         | ショー! 音楽の中心   |
| 2022年5月1日  | SBS         | 人気歌謡             |
| 2022年6月24日 | KBS 2TV     | ミュージック・バンク |

音楽番組活動は4月7日放送の『M COUNTDOWN』を皮切りに4週間にわたって行った。前作の活動の際はM COUNTDOWNに出演しなかった為、今回の活動で初めてM COUNTDOWNに出演した。活動初週はアルバムのプロモーションビデオである「Dear. Cupid」のBGMをイントロとして流し、その後にLOVE DIVEを披露した。
6月24日は2022年上半期総決算特集「サマーワークショップ」という企画の元音楽番組に参加した為、公式活動外での音楽番組出演である。

## 評価
フォーブスが公式ホームページにて長文の記事を掲載。フォーブスは「彼女たちはメディアショーケース中、様々な海外のパートナー会社からたくさんの関心とラブコールを受けており、IVEはまだ自分たちのパフォーマンスとファンが最優先だとしている。疑う余地なくIVEにはもっと大きな未来があるに違いない」などと絶賛した。
TIME誌が選定した「The Best K-Pop Songs and Albums of 2022」の「ベストK-POPソング&アルバム」に選ばれた。同誌は「夢幻的で優雅な雰囲気の『LOVE DIVE』はベースに敷かれているパーカッションサウンドの上に、歌いやすく柔らかい『Woo lalalalalalala』という歌詞が出てくる。“愛に飛び込んでみて”と言うIVEだけの個性的な歌声に、聞く人たちはハマってしまうだろう。この歌は、2番目のサビの直前に追加された少しのビートドロップと、レイの『あなたは私に、私はあなたに』という歌詞が魅力をさらに高めている」と楽曲に対し言及した。
NMEは本楽曲を5つ中4つと評価をした。NMEの音楽評論家であるTássia Assisは「暗い雰囲気を醸す低音と軽快なボーカルが最後まで聞き手を魅了するサイレンソングである」と言及した。

## チャート成績

### 販売枚数
2022年10月基準での販売枚数は802,892枚である。

### 初動販売枚数
| LOVE DIVE 初動販売枚数 | LOVE DIVE 初動販売枚数 | LOVE DIVE 初動販売枚数 |
| 日時                   | 日間販売数             | 累積販売数             |
| ---------------------- | ---------------------- | ---------------------- |
| 4月5日                 | 120,300枚              | 120,300枚              |
| 4月6日                 | 72,300枚               | 192,600枚              |
| 4月7日                 | 63,100枚               | 255,700枚              |
| 4月8日                 | 14,300枚               | 270,000枚              |
| 4月9日                 | 21,200枚               | 291,200枚              |
| 4月10日                | 15,300枚               | 306,600枚              |
| 4月11日                | 31,500枚               | 338,100枚              |
| 初動販売枚数           | 338,100枚              | 338,100枚              |

前作と比較したLOVE DIVEの初動売上推移。累積売上枚数の下二桁は省略。
- 発売初週の販売枚数は韓国のガールズグループとしては当時6位の記録となった。初動販売枚数が30万枚を超えたガールズグループはTWICE、Red Velvet、IZ*ONE、BLACKPINKに並ぶ5組目である[38][39]。

### タイトル曲の音楽チャートでの活躍
| LOVE DIVE 韓国での主要チャート最高順位 | LOVE DIVE 韓国での主要チャート最高順位 | LOVE DIVE 韓国での主要チャート最高順位 |
| 音源サービス                           | チャート部門                           | 最高順位                               |
| -------------------------------------- | -------------------------------------- | -------------------------------------- |
| Melon                                  | TOP100                                 | 1位                                    |
| Melon                                  | リアルタイムチャート                   | 1位                                    |
| Melon                                  | 日間チャート                           | 1位                                    |
| Melon                                  | 週間チャート                           | 1位                                    |
| Melon                                  | 月間チャート                           | 1位                                    |
| genie                                  | リアルタイムチャート                   | 1位                                    |
| genie                                  | 日間チャート                           | 1位                                    |
| genie                                  | 週間チャート                           | 1位                                    |
| genie                                  | 月間チャート                           | 1位                                    |
| FLO                                    | FLO 24時間チャート                     | 1位                                    |
| Bugs!                                  | リアルタイムチャート                   | 1位                                    |
| Bugs!                                  | 日間チャート                           | 1位                                    |
| Bugs!                                  | 週間チャート                           | 1位                                    |
| VIBE                                   | 日間チャート                           | 1位                                    |

#### Melon
- Melon TOP 100には17位で初めてチャートインし、その後3位までに追い上げ6月19日には1位を獲得した。TOP 100で1位になることは大衆的人気が必要な為、困難とされている[41]。2022年にTOP 100の首位にチャートインしたガールズグループは当時IVEと(G)I-DLEのみであった[42]。
- 月間チャートでは6月に1位を獲得した。月間チャートのガールズグループ1位は2022年では初で、2021年のBrave GirlsのRollin'以来である[43]。

#### Spotify
- リリースから2日後の4月7日のSpotifyグローバルデイリーチャートでは51位を記録した[44]。第4世代のガールズグループでは最高記録である。
- 週間K-POPチャートでは1位を記録した[45]。
- 7月16日にストリーミング再生が1億回を突破した。前作に引き続き2作目である[46]。

#### Apple Music
- 4月21日、日本のApple Musicの週間ソングチャートにて1位を獲得した[47]。

#### Billboard
- ビルボードグローバル200にて、初登場177位から一週間で15位までにランクアップした。その他の「ビルボードグローバル」、「ワールドデジタルソングセールズ」、「ホットトレンディングソングス」、「K-POP 100」などの様々なランキングでも上位圏にチャートインした[48]。

#### その他
- QQ MUSICのK-POPチャートで1位を獲得した[49]。
- YouTube MusicのK-POP100チャートで1位を獲得した[49]。
- 2022年4月のLINE MUSIC 10代トレンドランキングにて3位にランクインした[50]。
- 2022年6月のガオンデジタルチャートにて首位を獲得した[51]

## 受賞
- 2022 Melon Music Awards - 今年のベストソング[52][注 2]

- 2022 Mnet Asian Music Awards - SONG OF THE YEAR（今年の歌賞）[53][注 3]

## 音楽番組首位
活動中の音楽番組首位では6冠、活動外では4冠を獲得し、合わせると計10冠である。
- 4月12日：SBS MTV「THE SHOW」 - 1位[54]
- 4月13日：MBC M「SHOW CHAMPION」 - 1位[55]
- 4月15日：KBS2TV「ミュージックバンク」 - 1位[56]
- 4月19日：SBS MTV「THE SHOW」 - 1位[57]（2週連続）
- 4月22日：KBS2TV「ミュージックバンク」 - 1位[58]（2週連続）
- 4月29日：KBS2TV「ミュージックバンク」 - 1位[59]（3週連続、トリプルクラウン）
- 5月5日：Mnet「M COUNTDOWN」 - 1位[60]
- 5月8日：SBS「人気歌謡」 - 1位[61]
- 7月3日：SBS「人気歌謡」 - 1位[62]
- 7月17日：SBS「人気歌謡」 - 1位[63]（トリプルクラウン）

## リリース日程
| 地域   | 発売日               | 規格         | レーベル        |
| ------ | -------------------- | ------------ | --------------- |
| 韓国   | 2022年4月5日 午後6時 | CD           | Starship・Kakao |
| 全世界 | 2022年4月5日 午後6時 | デジタル配信 | Starship・Kakao |